# Østlig gorilla
Den østlige gorilla (Gorilla beringei) er en art i slægten Gorilla og den største nulevende primat. I øjeblikket bliver arten opdelt i to underarter, hvor den østlige lavlandsgorilla (G. b. graueri) er den mest talrige med omkring 5.000 individer, mens bjerggorillaen (G. b. beringei) kun har omkring 880 individer.

## Udbredelse
Underarten bjergorilla er begrænset til bjergregnskove og subalpine skove i det østlige DR Congo, sydvestlige Uganda og Rwanda. Den østlige lavlandsgorilla er udbredt i skove i det østlige DR Congo.

## Beskrivelse
Hanner er meget større end hunner. En fuldvoksen han vejer typisk 140-205 kg og er 170 cm høj, mens en hun vejer 90-100 kg og er 150 cm høj. Den højest kendte sølvryg var 194 cm høj. Den blev skudt i Alimbongo (DR Congo) nær Kivusøen i 1938.

## Status for arten
Selvom østlig gorilla er mindre talrig end vestlig gorilla, så er det den mindst truede af de to gorilla-arter.
Der findes kun få østlige gorillaer i zoologiske haver modsat hvad der er tilfældet for den vestlige gorilla. Bjerggorilla findes slet ikke i fangenskab udenfor dens oprindelige udbredelsesområde i Afrika. Tidligere var truet, men artens overlevelse er nu så truet, at den er kritisk truet.